# Alessandra Medeiros
Alessandra Medeiros de Oliviera (nascida em 7 de outubro de 1981) é uma handebolista brasileira. Ela joga na seleção brasileira e participou do Campeonato Mundial de Handebol Feminino de 2011, no Brasil. Ela também competiu nos Jogos Olímpicos de Verão de 2000 e nos Jogos Olímpicos de Verão de 2008.